# ریپ‌ویترینگ
ریپ‌ویترینگ (به هلندی: Rijpwetering) یک منطقهٔ مسکونی در هلند است که در کاخ ان‌براسم واقع شده‌است. ریپ‌ویترینگ c نفر جمعیت دارد.